# Albuca volubilis
Albuca volubilis är en sparrisväxtart som först beskrevs av Joseph Marie Henry Alfred Perrier de la Bâthie, och fick sitt nu gällande namn av John Charles Manning och Peter Goldblatt. Albuca volubilis ingår i släktet Albuca och familjen sparrisväxter. Inga underarter finns listade i Catalogue of Life.